# Salem al-Hazmi
Salem al-Hazmi (en árabe الحازمي سالم transliterado Alhazmi; La Meca, 2 de febrero de 1981-Arlington, Virginia; 11 de septiembre de 2001) fue uno de los cinco hombres nombrados por el FBI como secuestradores del vuelo 77 de American Airlines.
Su hermano mayor, Nawaf al-Hazmi, fue otro secuestrador a bordo del mismo vuelo. Con 20 años de edad era el secuestrador más joven de los atentados del 11 de septiembre de 2001.

## Biografía
Al-Hazmi nació el 2 de febrero de 1981 en La Meca, Arabia Saudita. Hay informes de que luchó en Afganistán junto a su hermano, Nawaf al-Hazmi y otros dicen que fueron a luchar a Chechenia. Salem al-Hazmi fue uno de los veteranos del Al-Qaeda que fue seleccionado para participar en los atentados del 11 de septiembre. Los Estados Unidos se enteraron de la participación de al-Hazmi en Al-Qaeda pero no fue añadido a ninguna lista de seguimiento.
Conocido como Bilal durante los preparativos, él y Ahmed al-Ghamdi volaron a Beirut en noviembre de 2000, pero en diferentes vuelos. Junto con Nawaf al-Hazmi y varios otros secuestradores, Salem al-Hazmi pudo haber asistido a la Cumbre de 2000 de Al-Qaeda en Kuala Lumpur, Malasia. Fue allí donde se impartieron las instrucciones de los atentados del 11 de septiembre.

## En los Estados Unidos
De acuerdo con el FBI y la Comisión del 11-S, al-Hazmi entró por primera vez a Estados Unidos el 29 de junio de 2001, aunque numerosos informes no confirmados dicen que el vivía en San Antonio, Texas junto con su compañero secuestrador; Satam al-Suqami. al-Hazmi utilizó Visa Express para conseguir la entrada al país.
Al-Hazmi se trasladó a Paterson, Nueva Jersey, donde vivía con Hani Hanjour. Ambos se encontraban entre los cinco secuestradores que solicitaron documentos de identidad al Departamento de Vehículos Motorizados de Virginia el 2 de agosto de 2001 a pesar de Salem ya declaró una tarjeta de identidad NJ.
El 27 de agosto de 2001, los hermanos Nawaf y Salem al-Hazmi compraron billetes de avión a través de Trasvelocity. Nawaf lo hizo usando su tarjeta Visa.
Junto con los otros secuestradores del vuelo 77, trabajó en el Gold's Gym (Gimnasio de Oro) en Greenbelt, Maryland del 2 al 6 de septiembre de 2001.

## Ataque y muerte
El 11 de septiembre de 2001, fue al Aeropuerto Dulles en Washington D.C, donde fue visto por una cámaras de seguridad cuando iba a abordar el Vuelo 77 de American Airlines. Los guardias hicieron una revisión adicional de su equipaje antes de entrar al avión.
El vuelo estaba programado para partir a las 08:10, pero terminó saliendo 10 minutos tarde por la Puerta D26 en Dulles. La última comunicación normal proveniente de la cabina del Vuelo 77 se registró a las 08:51:50. A las 08:54 el Vuelo 77 comenzó a desviarse de su trayectoria normal, el piloto terrorista de ese avión, Hani Hanjour, activó el pilotó automático del avión rumbo a Washington D. C. Una pasajera, Barbara Olson, llamó a su esposo Ted Olson y le informó que el avión había sido secuestrado y que los asaltantes tenía cuchillos y navajas. A las 09:37 el avión impactó contra el Péntagono, matando a 189 personas (incluyendo a los terroristas, los pasajeros y personas que estaban en el edificio).

## Error de identidad
Poco después de los ataques, varias fuentes informaron que había un Salem al-Hazmi de 26 años vivo y trabajando en una planta petroquímica en Yanbu, Arabia Saudita. Afirmó que su pasaporte había sido robado por un carterista. También declaró que él nunca había visitado Estados Unidos, pero se le ofreció a viajar a los EE. UU. para demostrar su inocencia. El 19 de septiembre, Al-Sharq Al-Awsat publicó su fotografía junto a Badr Alhazmi, a quien según ellos fue el real secuestrador que le había robado su identidad. Pero aún su nombre sigue apareciendo en la lista de los secuestradores de los vuelos en los atentados después incluso de recibir una disculpa oficial por parte del gobierno estadounidense.